# Петров, Алексей Петрович
Алексей Петрович Петров (1863—1892) — русский писатель

-юморист

.

## Биография
Родился в 1863 году; по окончании образования он некоторое время служил в Комитете иностранной цензуры, но потом всецело отдался литературной деятельности.
Начав работать под руководством Ипполита Фёдоровича Василевского в «Стрекозе», он затем стал работать самостоятельно. 
Помещал свои сценки и юмористические фельетоны по текущим вопросам петербургской жизни во многих петербургских и одесских газетах и юмористических журналах под псевдонимами: «Точка», «Шут», «Фигаро» и другими. Чаще всего печатался в «Шуте», «Петербургском листке» (с 1885 года), «Новостях» и «Русской жизни». Летом 1892 года был неофициальным редактором журнала «Петербургская жизнь».
Умер 7 (19) октября 1892 года в Санкт-Петербурге. Похоронен на Литераторских мостках.